# Rafflesia
A Rafflesia (raflézia) az óriásvirágfélék (rafléziavirágúak, Rafflesiaceae) család típus- és egyúttal névadó nemzetsége. A nemzetséget és a családot is az egykori brit gyarmat, Szingapúr alapítójáról nevezték el. Sir Stamford Rafflest Délkelet-Ázsiába elkísérte a botanikus Joseph Arnoldi is. A Föld legnagyobb ismert virágának fajneve rá utal: Rafflesia arnoldii.

## Származása, elterjedése
Természetes élőhelye Délkelet-Ázsia, azon belül a Maláj-félsziget, Borneó és Szumátra. Erősen redukált felépítése és génkészlete miatt rendszertani besorolása sokáig bizonytalan volt. Rendkívül ritka és veszélyeztetett. A nemzetségnek 1988-ig 16 faját fedezték fel. 2020-hoz közelítve a több-kevesebb konszenzussal elfogadott fajok száma már húsznál is több; további kilenc „fajjelölt” besorolása még vitatott.

## Megjelenése, felépítése
Kétlaki növény, amelynek életmódjából adódóan nincs se szára, se levele, se gyökere. A növényvilág legnagyobb virágának átmérője körülbelül egy méter, tömege a 15 kg-ot is elérheti. A kehely alján számos tüskeszerű nyúlvány meredezik. A virágnak öt, vöröses barnás halvány foltokkal tarkított szirma van, melyek egy hatalmas kehelybe futnak össze. Ebben akár 6 liter víz is elfér.

## Életmódja, termőhelye
Ez a parazita más növényeken, jellemzően fákon élősködik. Miután bimbója áttöri a gazdanövény kérgét, mintegy 10 hónap alatt nő káposztafej méretűre. Néhány óra alatt a húsos szirmok kinyílnak, és a virág teljes pompájában ragyog. A virágban csak néhány napig gyönyörködhetünk. A rothadó húséhoz hasonló kellemetlen szagot áraszt, mivel az erre a szagra gyűlő rovarok (jellemzően döglegyek) porozzák be.
Az elpusztult virág nyálkás fekete foltot hagy maga után.

## Felhasználása
Sok bimbót nyílás előtt leszednek, amelyeket népi gyógyászathoz használnak, vagy különleges csemegét készítenek belőle.

## Fajai
- Óriás bűzvirág (Rafflesia arnoldii)
- Rafflesia azlanii
- Rafflesia baletei
- Rafflesia banahawensis
- Rafflesia bengkuluensis
- Rafflesia cantleyi
- Rafflesia gadutensis
- Rafflesia hasseltii
- Rafflesia keithii
- Kerr bűzvirága (Rafflesia kerrii)
- Rafflesia leonardi
- Rafflesia lobata
- Rafflesia manillana
- Rafflesia micropylora
- Rafflesia mira
- Rafflesia panchoana
- Rafflesia patma
- Rafflesia pricei
- Rafflesia rochussenii
- Rafflesia schadenbergiana
- Rafflesia speciosa
- Rafflesia tengku-adlinii
- Rafflesia tuan-mudae
- Rafflesia borneensis
- Rafflesia ciliata
- Rafflesia titan
- Rafflesia witkampii